# 浦井洋
浦井 洋（うらい よう、1927年11月8日 - 2015年4月30日）は、日本の政治家、医師。元衆議院議員（日本共産党公認、7期）・党兵庫県委員。
東神戸病院名誉院長、兵庫県民医連会長を歴任。

## 経歴
兵庫県神戸市出身。神戸医科大学（現・神戸大学医学部）卒業後、東神戸診療所長、東神戸病院院長をへて、1969年の第32回衆議院議員総選挙に兵庫県第1区（神戸市全域）から初当選。その後連続7選するものの、1990年の第39回衆議院議員総選挙で落選。

## 取り組み
議員在任中はアスベスト問題や乳幼児医療費無料化などに取り組む。衆議院議員落選後は医療現場に戻り、港湾労働者への診療を行っていた。2015年4月30日、呼吸不全のため死去。87歳没。